# Богомольцы
Эта статья о дворянском роде; о носителях фамилии см.: Богомолец; о сербском общественном движении — Богомольческое движение
Богомольцы, или Олифировичи-Богомольцы, — польский, белорусский, украинский и российский шляхетский и дворянский род. Происходят из Витебщины (территория современной Белоруссии). Печатались гербами «Богория» и «Помян» (некоторые — гербом «Косцеша»).

Гербы «Богория» и «Помян», которыми печатались Богомольцы

## Происхождение рода
По сохранившимся документам начало рода Богомольцев прослеживается с середины XV века. Под 1450 годом в «Книге пожалований» Литовской метрики упоминаются служилые бояре Великого княжества Литовского Иван и Семен Олифировичи, владельцы родового имения Погостище. Протопласт рода Олифир, о котором известно лишь из полных имен его детей, мог родиться в конце XIV — начале XV вв.
Предположительно либо сам Олифир, либо его неизвестный нам отец участвовал в Грюнвальдской битве в июле 1410 года в составе Витебской хоругви Великого княжества Литовского.
Рыцарское звание и родовой герб «Богория» Олифир либо его дети получили по виленскому привилею 1447 года, выданного королём польским и великим князем литовским Казимиром Ягелончиком. Привилей ускорил формирование рыцарского сословия на землях современных Беларуси и Украины. Таким образом, можно сделать вывод, что Олифир попал под «первую волну» действия этого документа.

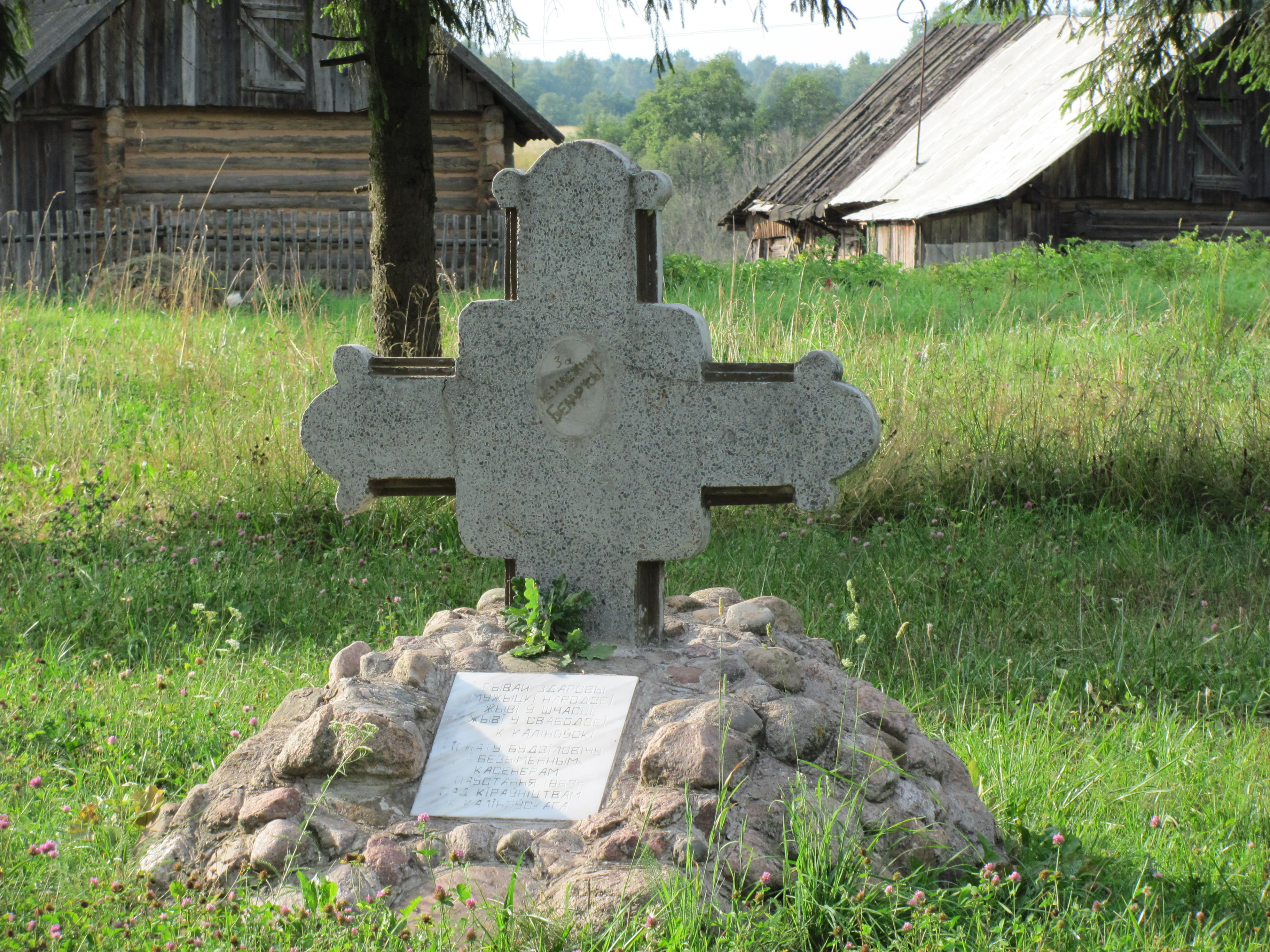
Село Погостище, Белоруссия. Мемориальный крест участникам Январского восстания 1863—1864 гг. на месте, где стояла церковь Св. Николая, построенная шляхтичами Олифировичами-Богомольцами

Гипотеза о происхождении родовой фамилии Богомольцев связывается с церковью святого Николая Чудотворца, упоминавшейся в документах о разделе родового владения Погостище между представителями двух ветвей Олифировичей под 1527 годом. Однако понятно, что церковь была построена раньше. Древнейшее упоминание о первом из Олифировичей, который начал называться Богомольцем — Сенько Юшковиче (Семене Юрьевиче) Олифировиче (60-70 гг. XV в. — после 1543) в документах проходит под 1500 годом. Очевидно, он и построил эту церковь, после чего и сам, и его потомки, которые ней заботились, стали называться Богомольцами. Другие Олифировичи стали называться Погоскими — от названия имения Погостище.

## Виднейшие представители рода
Военная служба была основным занятием служилых бояр Олифировичей, а впоследствии и шляхтичей Богомольцев. В военном реестре Великого княжества Литовского от 1528 вспоминаются трое братьев Олифировичей, а также Сенько Юшкович (Семен Юрьевич) Богомолец, которые служили в конных хоругвях.
Внук Сенька — Григорий Иванович Богомолец (конец XVI в. — 1640) служил в элитной кавалерии Речи Посполитой — крылатых гусарах.
Три сына Григория Богомольца — Дмитрий, Александр и Ян — участвовали в обороне Витебска от московских войск в 1654 году. После падения города братья были взяты в плен, где провели около 14 лет. Младшему, Яну, не было на тот момент даже 15 лет.

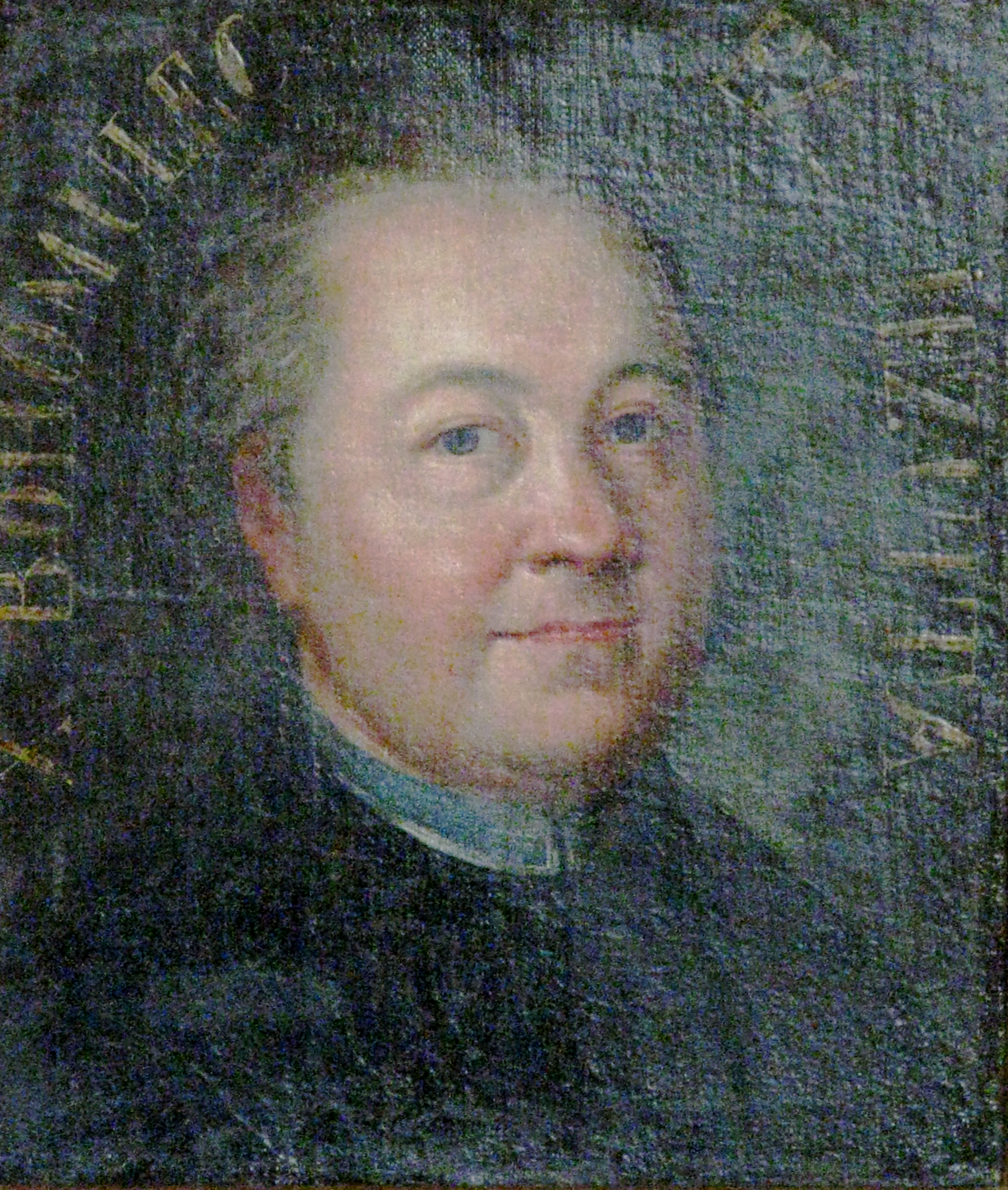
Францишек Богомолец (1720—1784) — выдающийся просветитель Речи Посполитой

Среди внуков Яна Богомольца трое избрали духовную карьеру, вступив в орден иезуитов. Самым известным из них стал Францишек Богомолец (1720—1784) — известный богослов, деятель польского и белорусского Просвещения, основоположник польской драматургии и профессионального театра. Его пьесы, особенно комедии, до сих пор идут с успехом на театральных сценах Польши. Он также был талантливым поэтом, лингвистом, историком, издателем, главным редактором первых польских периодических изданий, в том числе литературных и педагогических. Францишек Богомолец упорядочил и издал польско-литовские исторические хроники, заложил основы исторической биографистики.
Его младший брат, Ян-Хризостом-Антоний Богомолец (1724—1795) — богослов, моралист, религиозный философ, астроном и математик. Боролся против предрассудков, распространенных в народе. Этой теме посвящена его наиболее известная работа — «Дьявол как он есть».
Их брат, Игнатий Богомолец (1726 — после 1780), служил настоятелем римско-католической церкви в Москве.
Их брат, Петр-Тадеуш Богомолец (1729 — после 1789) — депутат сейма и Главного Литовского трибунала. Долгое время оказывал сопротивление вмешательству России во внутренние дела Речи Посполитой, так что даже российские дипломаты считали его безнадежным для ведения переговоров. Однако после разделов страны вынужден был принять присягу на верность императрице Екатерине II.

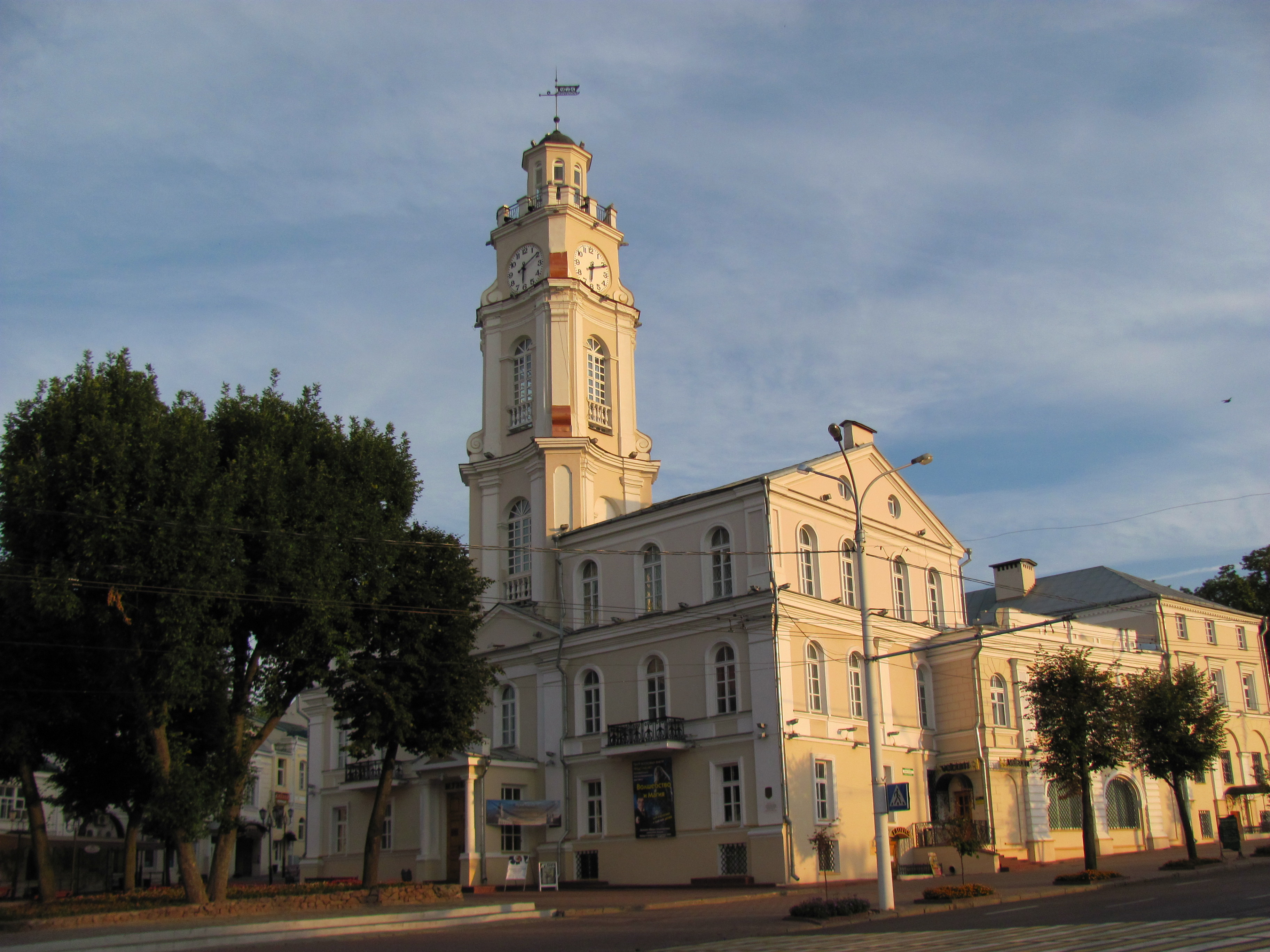
Витебск, Белоруссия. Городская ратуша, где руководил городом Ромуальд Богомолец. Ныне — городской исторический музей

Сыновья Петра-Тадеуша начинали карьеру в царской армии. Один из них, Ромуальд Богомолец (1763—1840) служил в лейб-гвардии Конном полку. Был мэром Витебска в 1812 году, в течение трех лет (1816—1819) избирался витебским губернским предводителем дворянства. Среди его заслуг — построение в Витебской губернии почтовых станций, для чего он привлек средства местной шляхты; участие в возведении витебского Свято-Покровского кафедрального собора, опека Витебской мужской гимназией.
Одним из лучших выпускников этого заведения стал Мечислав-Троян Богомолец (1843 — после 1901). Он служил в костромской земской больнице, имел безупречную профессиональную репутацию, руководил Костромским обществом помощи детям, был старостой местного римско-католического прихода. А в 1901 году вошел в состав попечительского совета первой в Костроме женской гимназии.

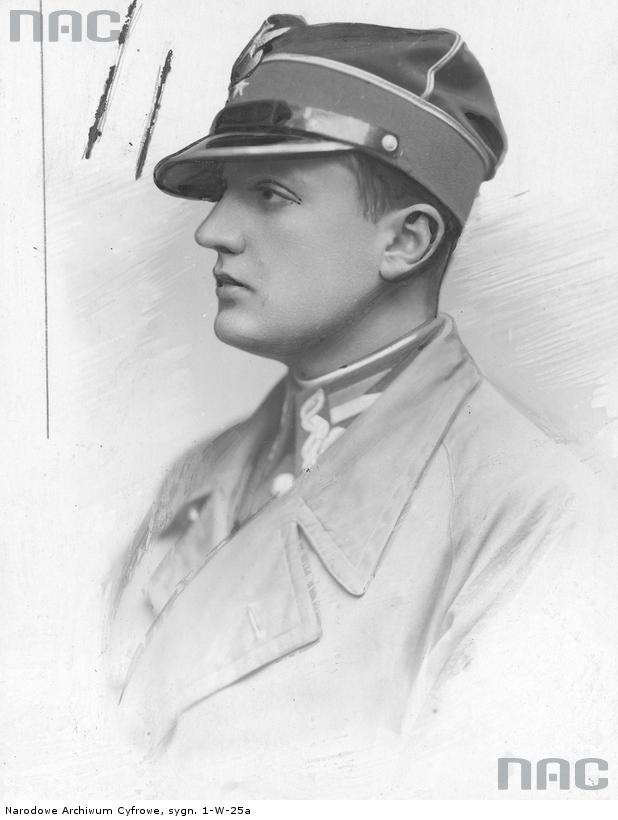
Анджей Богомолец (1900—1988) — польский улан, моряк и писатель. [http://www.nac.gov.pl Национальный цифровой архив (Польша)

Прямой потомок Ромуальда Богомольца — мореплаватель-яхтсмен Анджей Богомолец (1900—1988) служил в уланском полку польской армии, воевал против Красной Армии под Варшавой (битва, известная в истории как «чудо над Вислой»). В 1933-34 гг Анджей Богомолец вместе со своими товарищами стали первыми поляками, которые пересекли Атлантический океан на парусной яхте «Даль». Об этом путешествии он написал книгу. В годы второй мировой войны воевал против нацистов добровольцем во Франции, Северной Африке, на Ближнем Востоке в армии Владислава Андерса. Кавалер ордена Почетного Легиона. После войны Анджей Богомолец эмигрировал в Канаду. Владел ранчо, которое сейчас является частью национальной парковой наследия Канады.
Прямым потомком Яна Богомольца также выдающийся русский художник, искусствовед и реставратор Лев Константинович Богомолец (1910—2009), последний из представителей классической школы русской живописи. Любимыми темами художника были море и цветы. В 29 лет Лев Богомолец открыл секрет краски, которой пользовался великий итальянский художник XVI века Паоло Веронезе для получения пурпурно-розового цвета. Его картины украшают частные и национальные галереи США, Франции, Израиля, России, Латвии, Украины, Германии.
Эльжбета-Малгожата Богомолец — доктор психиатрии, профессиональный психоаналитик. Начала изучать психоанализ ещё в 1970-х годах, за что подверглась преследованиям со стороны коммунистической власти. Лицензированный член Польского психоаналитического общества (Polskie Towarzystwo Psychoanalityczne), действительный член Международной психоаналитической ассоциации (IPA) с 1989 года. Одна из первых полек, избранных в эту Ассоциацию на конгрессе в Риме, когда с психоанализа сняли табу вследствие политических изменений в Польше.

## «Черниговская» ветвь

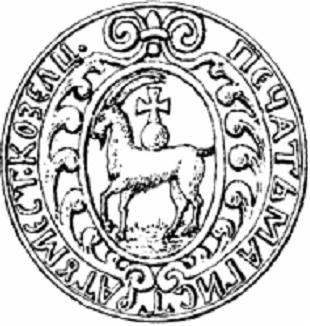
Печать магистрата города Козельца. 1698 год.

Расщепление рода на «витебскую» и «черниговскую» ветви произошло, вероятнее всего, в середине — второй половине XVI века. Однако представители «черниговской» ветки Богомольцев прослеживаются на территории современной Черниговской области (Украина), а именно — в Козелецком уезде не ранее конца XVII — начала XVIII в. Бывшие литовские шляхтичи, перебираясь на территорию Гетманщины, находившейся в составе Московского царства, шли на службу в казачьи полки значковыми товарищами, получали от царской администрации земли с крепостными, ордена и чины.
Внук вероятно первых переселенцев из Литвы на Украину — Василия Богомольца, Евстафий (Остап) Петрович Богомолец (бл.1750-1755 — 1805\1806), служил военным товарищем — вышел в отставку и стал бургомистром Козельца. В отличие от своих предшественников герба «Богория», он уже пользовался гербом «Помян».
Его внук, Михаил Федорович Богомолец (1811—1898), дослужился в Нежинском уездном суде до титулярного советника. Две дочери и сын Михаила Федоровича — Анна, Елизавета и Александр (1850—1935) — увлеклись революционной деятельностью. Сестры были высланы из Петербурга за участие в студенческих сходках, а Елизавета даже арестована за неблагонадежность.

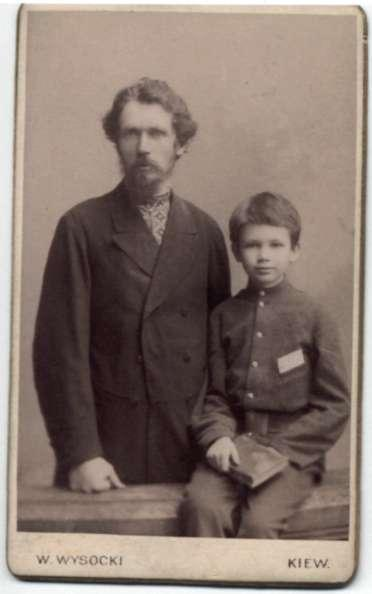
Александр Михайлович Богомолец (1850—1935) с малолетним Сашей Богомольцем перед путешествием в Сибирь на свидание с матерью. Киев, 1890—1891 гг.

Более драматично сложилась судьба Александра Михайловича Богомольца. В 1875 г. он окончил с отличием медицинский факультет университета Св. Владимира, а в следующем году женился на Софии Николаевне Присецкой (1856—1892) герба «Новина». Вместе с ней участвовал в революционной деятельности, был арестован и выслан в Казахстан, несколько лет безуспешно добивался свидании с женой, которая отбывала наказание на каторге в Сибири. От брака Александра и Софии Богомольцев родился выдающийся ученый, 7-й президент Академии Наук УССР, вице-президент АН СССР академик Александр Александрович Богомолец (1881—1946).

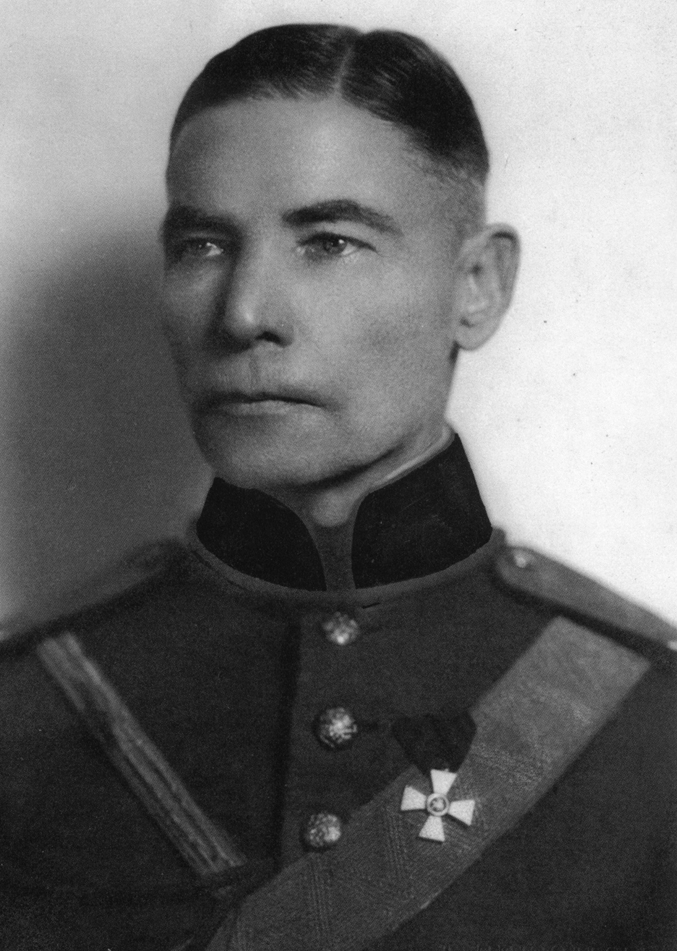
Николай Федорович Богомолец (1871—1951) — генерал-лейтенант, участник белогвардейского движения

Двоюродный брат академика Александра Богомольца — Вадим Михайлович Богомолец (1878—1936), генерал-хорунжий Украинской Державы, автор первого украинского закона о флоте — «Временного закона о флоте Украинской Народной Республики». Главный военно-морской прокурор Украинской Державы. Во времена Директории Симона Петлюры был военно-морским атташе Украины в Румынии. После поражения УНР эмигрировал в Константинополь, где два года возглавлял организацию «Комитет спасения Украины». Умер в Париже.
Ещё один представитель «черниговской» ветви рода — Николай Федорович Богомолец (1871—1951), офицер Российской императорской армии, а позже — участник белогвардейского движения. Сын боевого офицера, участника русско-турецкой войны 1877—1878 гг. Участвовал в первой мировой войне. Единственный георгиевский кавалер среди всех Богомольцев, служивших в Российской императорской армии. В армии адмирала Колчака служил в чине генерал-майора, у атамана Семенова командовал бронедивизионом. После гражданской войны эмигрировал в США. Его сын, Борис Николаевич, был расстрелян в 1937 году как «враг народа».

### Собственность представителей «черниговской» ветви рода Богомольцев
В XVIII веке Богомольцы владели несколькими деревнями с душами крестьян. Среди них — Бабарыки, Лемеши, Ставиское и Новаки. После ликвидации Гетманщины эти села числились в Козелецком уезде Киевского наместничества. В более поздних записях они числятся за Богомольцами как родовые.
Значковый товарищ Киевского казацкого полка Федор Петрович Богомолец (ок. 1751 — между великими постами 1795 и 1796) вместе с братом Петром владел селами Гладкое и Сморшки (Березинский уезд, Черниговская губерния) с 16 душами крестьян, а также селом Бабарыки (3 души).
Федор Евстафьевич Богомолец (ок. 1776 — после 1839), войсковый товарищ Киевского казацкого полка, унаследовал от отца имение в селе Лемеши, а также приобрел имение в селе Коропье Остерского уезда Черниговской губернии. В 1897 году имение перешло в единоличное владение его сына, Иосифа Федоровича Богомольца (1825—1911). Его сын, Геннадий Иосифович Богомолец (1867 — после середины 1917), владел в Коропье 22 десятинами земли.
Заседатель Нежинского уездного суда, титулярный советник Михаил Федорович Богомолец (1811—1898) вместе с братьями был совладельцем наследственных имений в Остерском уезде (10 душ крестьян и 470 десятин земли). Кроме того, приобрел 30 десятин земли в Нежинском уезде Черниговской губернии. Мать его второй жены владела наследственным домом в Нежине и 280 десятин земли в том же уезде.

## Медицинская династия Богомольцев
Одна из старейших врачебных династий на Украине.
Родоначальник династии — Александр Михайлович Богомолец (1850—1935), земский врач, и его жена София Николаевна. Их сын, Александр Александрович Богомолец (1881—1946) — президент Академии Наук УССР, вице-президент АН СССР и Академии медицинских наук СССР. Основатель первых в России и на Украине научно-исследовательских учреждений медицинского профиля.
Самый молодой доктор медицины в Российской империи (на момент защиты докторской диссертации ему было 28 лет). Разработал методику консервирования донорской крови, которая используется и поныне. Изобрел иммунную цитотоксическую антиретикулярную сыворотку, которая широко применялась в советских госпиталях во время советско-немецкой войны 1941—1945 гг. Защищал коллег-ученых от сталинских репрессий. После смерти академика Богомольца учение о соединительной ткани было объявлено «антинаучным», противоречащим учению Ивана Петровича Павлова. Основанные им на Украине научно-исследовательские институты оказались на грани закрытия. Репрессии прекратились только после смерти Сталина.

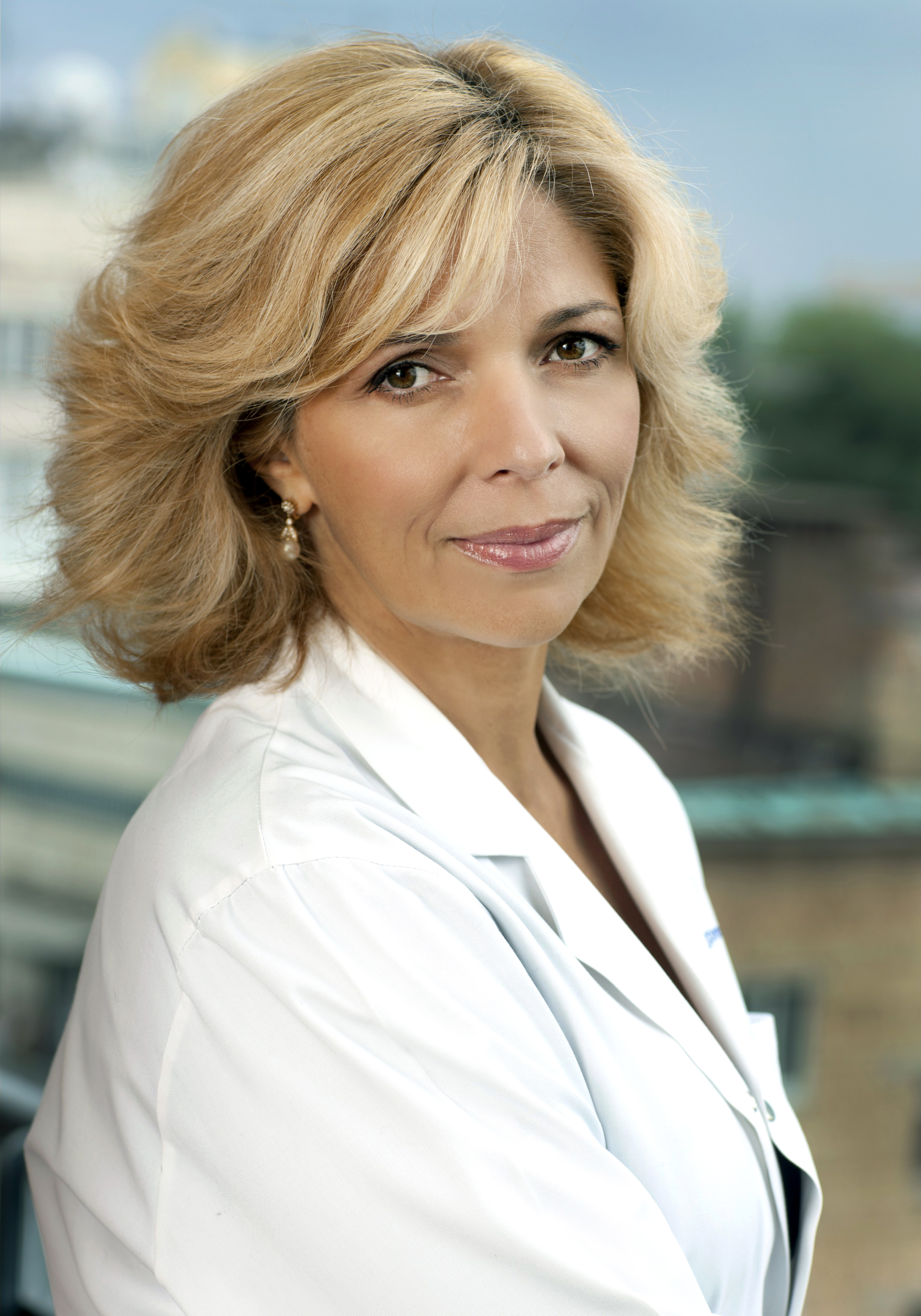
Ольга Вадимовна Богомолец — доктор медицины, профессор Киевского национального медицинского университета

Единственный сын академика Богомольца от брака с Ольгой Георгиевной Тихоцкой герба «Наленч» (1891—1956) — Олег Александрович Богомолец (1911—1991), продолжил дело отца. После того, как была в научное направление, в котором работал Александр Александрович, Олег Богомолец заведовал лабораторией патофизиологии Украинского НИИ фармакологии и токсикологии (1953—1980). Одновременно был заведующим кафедрой патофизиологии Киевского института усовершенствования врачей. Член-корреспондент АН УССР (1964), заслуженный деятель науки и техники УССР.
Дочь Олега Александровича, Екатерина Олеговна (1939—2013) — профессор кафедры патологической анатомии Национального медицинского университета им. Богомольца. Работала анестезиологом в Институте туберкулеза и грудной хирургии под руководством академика Николая Амосова.
Её сестра, Александра Олеговна (род. 1958) — детский врач-реаниматолог.
Ольга Вадимовна Богомолец (род. 1966), врач, общественный деятель, дочь Екатерины Олеговны Богомолец и Вадима Акимовича Березовского (род. 1932), заведующего отделом Института физиологии им. Богомольца, заслуженного деятеля науки и техники Украины, кавалера ордена Ярослава Мудрого V степени.
Заслуженный врач Украины, доктор медицины, профессор Киевского национального медицинского университета им. Богомольца. В 1994 году основала клинику лазерной медицины (ныне — Институт дерматологии и косметологии доктора Богомолец).
Ольга Богомолец — автор более 70 научных работ и 9 патентов на изобретения в области лечения кожных заболеваний.
Ольга Богомолец создала историко-культурный комплекс «Замок Радомысль» в городе Радомышле (Житомирская область), в состав которого входит единственный в мире Музей украинской домашней иконы.
Автор и исполнительница украинских романсов на стихи украинских поэтов и свои собственные. Активная участница Евромайдана (ноябрь 2013 — февраль 2014), организатор медицинской службы Евромайдана в Киеве. С 29 марта 2014 года была кандидатом на должность Президента Украины путём самовыдвижения. С 1 сентября 2014 года — советник Президента Украины по гуманитарным вопросам. 26 октября 2014 года на внеочередных парламентских выборах избрана народным депутатом Украины от Блока Петра Порошенко (№ 3 в списке).

## Породненные роды
Род Богомольцев находился в брачно-семейных связях со следующими родами:
Беклемишевы, Березовские (герба «Сас»), фон дер Борх (герба «Три Галки»), Вышинские (герба «Пежхала» либо «Тшивдар»), Голендухины, Горбани, Жабы (герба «Косцеша»), Желенские (герба «Цьолэк»), Жилы, Жураковские (герба «Сас»), Здроевские (Здройовские) (герба «Юноша»), Качановские (герба «Остоя»), Келпши (Талят-Келпши) (герба «Прус І»), Кондуры, Коростовцевы (герба «Остоя»), Лазурские, Литовченко, Лобковы, Мироненко, Мокиевские (герба «Ясенчик»), Немировичи-Щиты (Щиты) (герба «Ястшебец»), Нитославские (герба «Доленга»), Присецкие (герба «Новина»), Пуховцы (Пуховцовы), Пушкарские, Расы, Рикорды, Садовские, Саранчовы, Смолины, Снежковы, Соболевы, Сороки (герба «Сухекомнаты»), Спилиоти, Стеткевичи (герба «Косцеша»), Стрешенцовы (Стрешенцы), Сукиясьянц, Терешковские, Тихоцкие (герба «Наленч»), Уховы, фон Фелькерзам, Хвостовы, Хелховские (герба «Любич»), Цедровские (герба «Одровонж»), Швецы, Шишки (герба «Доленга»), ван Штраль, Яхонтовы.